# Эрхард (город, Миннесота)
Эрхард (англ. Erhard) — город в округе Оттер-Тейл, штат Миннесота, США. На площади 1,5 км² (1,4 км² — суша, водоёмов нет), согласно переписи 2002 года, проживают 150 человек. Плотность населения составляет 106,7 чел./км².
- Телефонный код города — 218
- Почтовый индекс — 56534
- FIPS-код города — 27-19556[1]
- GNIS-идентификатор — 0643391[2]